# Lustrochernes minor
Espèce
Lustrochernes minor est une espèce de pseudoscorpions de la famille des Chernetidae.

## Distribution
Cette espèce est endémique du Yucatán au Mexique. Elle se rencontre à Oxkutzcab dans la grotte Cueva Góngora et à Opichén dans la grotte Cueva Xkyc.

## Publication originale
- Chamberlin, 1938 : A new genus and three new species of false scorpion from Yucatan Caves (Arachnida - Chelonethida). Publications of the Carnegie Institution of Washington, no 491, p. 109-121.